# Четековац
Четековац је насељено место у саставу општине Миклеуш, у Вировитичко-подравској жупанији, Република Хрватска.

## Историја
До територијалне реорганизације у Хрватској налазио се у саставу старе општине Подравска Слатина.

## Становништво
На попису становништва 2011. године, Четековац је имао 213 становника.

## Попис 1991.
На попису становништва 1991. године, насељено место Четековац је имало 311 становника, следећег националног састава:
| Попис 1991.‍ | Попис 1991.‍ | Попис 1991.‍ | Попис 1991.‍ | Попис 1991.‍ |
| ----------- | ----------- | ----------- | ----------- | ----------- |
|             |             |             |             |             |
| Хрвати      | Хрвати      |             | 302         | 97,10%      |
| Југословени | Југословени |             | 7           | 2,25%       |
| Словаци     | Словаци     |             | 2           | 0,64%       |
| укупно: 311 |             |             |             |             |